# Błękitny Wieżowiec
Błękitny Wieżowiec (nghĩa đen là Tòa nhà chọc trời xanh) là một tòa nhà nằm ở Quảng trường Ngân hàng thuộc Warsaw. Nó nằm ở vị trí bị chiếm đóng trước Thế chiến II bởi giáo đường lớn nhất của Warsaw, Giáo đường lớn, đã bị người Đức thổi bay vào năm 1943. Các khái niệm ban đầu cho việc xây dựng tòa nhà chọc trời đã được đưa ra vào những năm 1950, nhưng việc xây dựng cuối cùng đã được bắt đầu vào những năm 1970 và đã bị đình chỉ ngay sau khi cấu trúc chính được xây dựng. Việc tòa nhà không sử dụng sau đó thường được gọi là "tháp vàng" vì màu sắc ở phần mặt tiền của nó.
Công việc được bắt tay lại vào cuối những năm 1980 và hoàn thành vào năm 1991. Dự án đã được sửa đổi bởi một công ty có trụ sở tại Belgrade, thay thế mặt tiền màu đồng bằng vật liệu phản chiếu không màu, tạo ra sự phản chiếu màu xanh da trời vào một ngày trời trong (do đó nó có tên hiện tại như vậy). Tòa nhà chọc trời cao 120 mét và có 28 tầng. Những công ty thuê trước đây nổi bật bao gồm Peugeot và Sony có các bảng hiệu neon lớn trên tòa nhà.